# 리 커레리
리 커레리(Lee Curreri, 1961년 1월 4일 ~ )는 미국의 배우, 피아노 연주자, 작곡가이다.
1961년 1월 4일 미국의 뉴욕에서 태어났다.

## 영화
- 페임 (1980년) - 브루노 마텔리 역
- 내일은 스타 (1982년)
- 잃어버린 휴가 (1985년)
- 모래성의 연인들 (1986년)
- 솔저 포춘 (1997년)
- 글로벌, 주식회사 (2006년)
- 브리드 (2009년)
- 메스카다 (2010년)
- 블루 하이웨이 (2011년)